# Martine Fays
Martine Fays (née le 3 août 1959 à Vinay) est une athlète française, spécialiste des courses de demi-fond.

## Biographie
Elle est sacrée championne de France du 1 500 mètres en 1983.
Elle participe aux championnats du monde d'athlétisme 1987 à Rome mais ne franchit pas le cap des séries du 3 000 mètres.
Elle remporte la médaille de bronze par équipes aux championnats du monde de cross 1986 (4e place en individuel), la médaille d'argent par équipes en 1987  (12e place en individuel) et la médaille de bronze par équipes en 1989 (17e place en individuel).
En 1987, elle établit un nouveau record de France du 3 000 m en 8 min 46 s 18.